# Toepolev Tu-124
De Toepolev Tu-124 (Russisch: Туполев Tу-124) (NAVO-codenaam: Cookpot) is een tweemotorig verkeersvliegtuig gebouwd door Toepolev. De Tu-124 is afgeleid van de grotere Tu-104.

## Ontwikkeling
De opdracht tot de bouw van de Tu-124 werd gegeven omdat Aeroflot behoefte had een klein regionaal straalverkeersvliegtuig ter vervanging van de Iljoesjin Il-14. De Tu-124 lijkt sprekend op zijn grotere broer, maar is kleiner. De Tu-124 is echter niet een complete kopie van de Tu-104; er zijn een aantal wijzigingen doorgevoerd, waaronder: meer geavanceerde flaps, sterkere remmen en automatische spoilers. Daarnaast beschikt de Tu-124 ook over een remparachute en lagedrukbanden voor onverharde banen.

## Varianten
- Tu-124V: De eerste productieversie, deze versie is vooral gebruikt door Aeroflot omdat buitenlandse klanten nog liever even wachtten op de modernere Tu-134.
- Tu-124K / Tu-124K2: VIP-versie, deze versie is gebruikt door de luchtmachten van Irak, China en India.
- Tu-124Sh-1 / Tu-124Sh-2: Militair trainingstoestel.

## Gebruikers

### Civiel
Sovjet-Unie
- Aeroflot

 DDR
- Interflug

 Tsjecho-Slowakije
- CSA

 Irak
- Iraqi Airways

### Militair
- China
- Tsjecho-Slowakije
- DDR
- India
- Irak
- Sovjet-Unie

Bommenwerpers: TB-1 · TB-3 · Tu-2 · Tu-4 · Tu-14 · Tu-16 · Tu-20 · Tu-22 · Tu-22M · Tu-26 · Tu-95 · Tu-126 · Tu-160

Gevechtsvliegtuigen: R-6 · Tu-28 · Tu-128  —  Verkenningsvliegtuigen: Tu-95 · Tu-142

Verkeersvliegtuigen: Tu-104 · Tu-114 · Tu-124 · Tu-134 · Tu-144 · Tu-154 · Tu-204 · Tu-214 · Tu-244 · Tu-334 · Tu-444

Overig/Experimenteel: ANT-1 · ANT-2 · ANT-4 · ANT-7 · ANT-16 · ANT-20 · ANT-58 · ANT-103 · Tu-70 · Tu-72 · Tu-75 · Tu-80 · Tu-85 · Tu-91 · Tu-96 · Tu-98 · Tu-102 · Tu-105 · Tu-107 · Tu-110 · Tu-116 · Tu-119 · Tu-125 · Tu-155 · Tu-156 · Tu-206 · Tu-216